# Anomala bruchiana
Anomala bruchiana är en skalbaggsart som beskrevs av Ohaus 1911. Anomala bruchiana ingår i släktet Anomala och familjen Rutelidae. Inga underarter finns listade i Catalogue of Life.